# Brivezac
Brivezac foi uma comuna francesa na região administrativa da Nova Aquitânia, no departamento de Corrèze. Estendia-se por uma área de 8,24 km². Em 2010 a comuna tinha 182 habitantes (densidade: 22,1 hab./km²).
Em 1 de janeiro de 2019, passou a formar parte da comuna de Beaulieu-sur-Dordogne.